# Panurgica liberiana
Panurgica liberiana es una especie de mantis de la familia Hymenopodidae.

## Distribución geográfica
Se encuentra en Liberia.